# Сборная Монголии по футболу

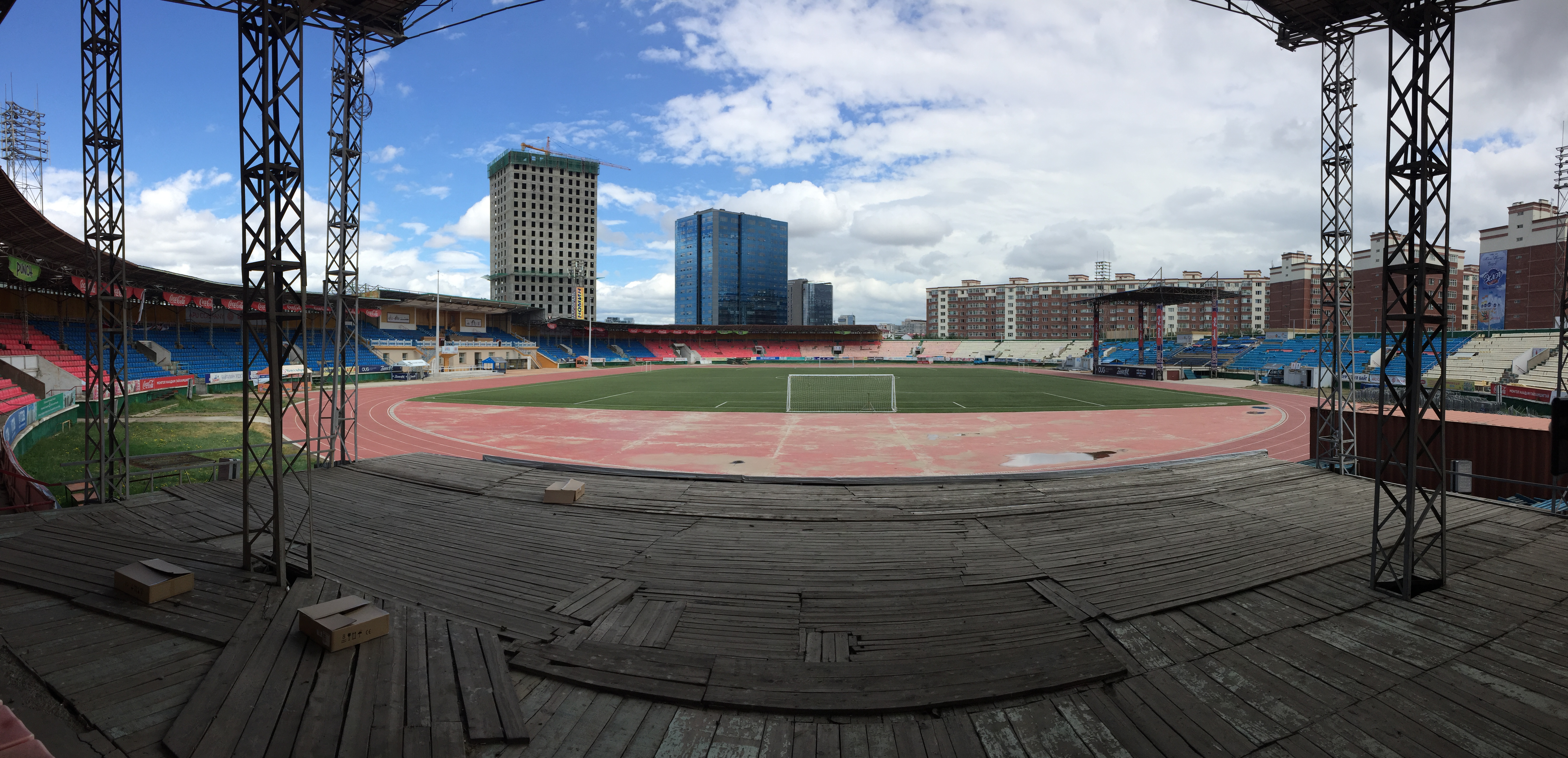
Основной домашний стадион сборной Монголии — Национальный стадион Монголии

Сбо́рная Монго́лии по футбо́лу (монг. Монгол улсын хөлбөмбөгийн шигшээ баг) — национальная сборная, представляющая Монголию на международных соревнованиях по футболу. Руководящая организация — Монгольская футбольная федерация. Хотя сборная Монголии существует с 1960 года, она вошла в состав АФК только в 1993 году, а в состав ФИФА в 1998 году. Также с 2002 года является членом ФФВА. Является одной из слабейших сборных Азии и мира.

## История

### Ранняя история (1911—1993)
Футбол в Монголии появился во время правления Богдо-хана (1911—1921), однако первый подтвержденный матч страна провела уже при Монгольской народной республике. Это был матч с Японской империей в Маньчжурии, и состоялся он 10 августа 1942 года. Монголия была разгромлена со счетом 12-0. Также есть информация, что 9 августа Монголия была разгромлена Японией 30:0. Как бы то ни было, эти матч обычно не считают первыми, так как официально постоянная монгольская сборная была образована только в 1959 году.
Первый официальный матч монгольской команды прошел в Северном Вьетнаме 3 октября 1960 года. В нём монгольская сборная уступила Вьетнаму со счетом 3:1. Первую же победу Монголия одержала лишь в 1993 году, в товарищеском матче с Макао (4:3).

### Текущее состояние (1993—)
В конце 1990-х и начале XXI века монгольская сборная находилась в кризисе. Её рейтинг ФИФА колебался вокруг 199, а в 1998 году страна потерпела крупнейшее поражение в истории — 15:0 в игре с Узбекистаном. В 2001 году команда остановила серию поражений ничьей с Бангладеш (2:2), достигнутой благодаря голу Болдына Бумана-Учрала на 4-й компенсированной минуте второго тайма. А уже в 2003 году приняла участие в чемпионате Восточной Азии по футболу, заняв 7-е место. 25 апреля 2003 года Монголия разгромила Гуам со счетом 5:0.
К 2008 году команда начала прогрессировать, а после ряда побед в 2011 году поднялась на рекордное 160-е место в рейтинге ФИФА. В том же году президент ФИФА Зепп Блаттер посетил Монголию и отметил прогресс монгольских футболистов. Несмотря на такой подъём футбола в стране, в 2013 году команда не попала во второй тур чемпионата Восточной Азии. В 2014 году тренером команды впервые стал иностранец — серб Воислав Бралушич. В том же году свой последний международный матч провёл её лучший бомбардир Доноровын Лумбэнгарав. На чемпионаты мира 2018 и 2022 годов сборная не смогла отобраться. 
К моменту начала квалификации на чемпионат мира 2026 в команде уже не играл её капитан Баясгалан Гарьдмагнай. При этом в сборной впервые были задействованы сразу 3 игрока, выступавших в зарубежных чемпионатах: Цогтбаяр Батбаяр из австрийского «Ребенланда», Ганболд Ганбаяр из словацкого «Комарно» и Филип Чинзориг из чешской «Славии». Несмотря на усиление легионерами, сборная Монголии не смогла преодолеть первый квалификационный раунд, дважды уступив национальной сборной Афганистана с минимальным счётом.

## Участие в международных турнирах

### Чемпионаты мира
Монгольская команда ни разу не попадала в финальную часть чемпионатов мира по футболу.
Статистика по чемпионатам мира:
- 1930 до 1962 — не существовала
- 1966 до 1998 — не была членом ФИФА
- 2002 до 2026 — не прошла квалификацию

### Кубки Азии
Статистика по Кубкам Азии:
- 1956 до 1996 — не участвовала
- 2000 — не прошла квалификацию
- 2004 — не прошла квалификацию
- 2007 — не участвовала
- 2011 — 2027 — не прошла квалификацию

В чемпионате Восточной Азии по футболу, монгольская команда 2 раза занимала 7-е место и дважды 8-е.

### Кубок солидарности АФК
- 2016 - групповой этап

## Матчи
Смотрите статью: Матчи сборной Монголии по футболу

### Матчи сборной Монголии в 2019 году
| 6 июня 2019 ЧМ-2022 Отборочный турнир | Монголия                                     | 2:0     | Бруней | Улан-Батор, Монголия                                                   |
|                                       | Норжмоо Цеденбал 9′ · Наранболд Ням-Осор 69′ | (отчёт) |        | Стадион: Футбольный центр МФФ Зрителей: 1 685 Судья: Пранджал Банерджи |

| 11 июня 2019 ЧМ-2022 Отборочный турнир | Бруней               | 2:1     | Монголия                    | Бандар-Сери-Бегаван, Бруней                                                          |
|                                        | Разими Рамли 4′, 34′ | (отчёт) | Норжмоо Цеденбал 47′ (пен.) | Стадион: «Хассанал Болкиах Нэшнл Стэдиум» Зрителей: 17 120 Судья: Ахмад Якуб Ибрагим |

| 5 сентября 2019 ЧМ-2022 Отборочный турнир | Мьянма             | 1:0                        | Монголия | Улан-Батор, Монголия                                                 |
|                                           | Долгоон Амараа 17′ | Report (FIFA) Report (AFC) |          | Стадион: Футбольный центр МФФ Зрителей: 3,221 Судья: Рован Арумугхан |

| 10 сентября 2019 ЧМ-2022 Отборочный турнир | Монголия | 0–1                        | Таджикистан           | Улан-Батор, Монголия                                              |
|                                            |          | Report (FIFA) Report (AFC) | Давронжон Эргашев 81′ | Стадион: Футбольный центр МФФ Зрителей: 3,455 Судья: Ханна Хаттаб |

## Состав сборной
Состав сборной Монголии на отборочный турнир чемпионата мира по футболу 2018:
| №              | Имя                                 | Клуб                    | Дата рождения | Возраст | Игр     | Голов   |
| Вратари        | Вратари                             | Вратари                 | Вратари       | Вратари | Вратари | Вратари |
| -------------- | ----------------------------------- | ----------------------- | ------------- | ------- | ------- | ------- |
| 1              | Юрагийн Сайнхуу                     | Сэлэнгэ Пресс           | 14.11.1986    | 28      | 6       | 0       |
| 21             | Батсайханы Ариунболд                | Эрчим                   | 03.04.1990    | 25      | 4       | 0       |
| 22             | Батбаярын Батсуурь                  | Дорнод                  | 09.09.1989    | 25      | 0       | 0       |
| Защитники      |                                     |                         |               |         |         |         |
| 2              | Дагинаагийн Турбат                  | Хоромхон                | 31.07.1992    | 22      | 1       | 0       |
| 3              | Цэрэнжавын Энхжаргал                | Эрчим                   | 26.10.1984    | 30      | 24      | 0       |
| 4              | Ганболдын Билгуун                   | Эрчим                   | 02.04.1983    | 32      | 6       | 0       |
| 5              | Баясгалангийн Гарьдмагнай (капитан) | Сэлэнгэ Пресс           | 17.09.1985    | 29      | 26      | 2       |
| 13             | Батмунхийн Эрхембаяр                | Эрчим                   | 28.07.1991    | 29      | 5       | 1       |
| 15             | Баянжаргалын Мунхбаяр               | Хоромхон                |               |         | 0       | 0       |
| Полузащитники  |                                     |                         |               |         |         |         |
| 6              | Норжмоогийн Цэдэнбал                | Университет Улан-Батора | 12.09.1988    | 26      | 14      | 1       |
| 7              | Мунх-Эрдэнийн Тугулдур              | Эрчим                   | 23.02.1991    | 24      | 5       | 0       |
| 8              | Алтанхуягийн Мурун                  | Мачва                   | 21.09.1989    | 25      | 11      | 1       |
| 10             | Хурэлбаатарын Цэнд-Аюуш             | Университет Улан-Батора | 20.02.1990    | 25      | 11      | 1       |
| 12             | Алтансухийн Эрдэнэбаяр              | Хангарьд                | 13.01.1988    | 27      | 2       | 0       |
| 14             | Амгалангийн Чинзориг                | Улан-Батор              | 28.12.1987    | 27      | 9       | 1       |
| 18             | Алтанзулын Улсболд                  | Хоромхон                |               |         | 0       | 0       |
| 19             | Пагамсурэнгийн Алтантулга           | Университет Улан-Батора | 05.02.1988    | 27      | 6       | 0       |
| 20             | Ганболдын Гандэлгэр                 | Дэрэн                   | 08.08.1995    | 24      | 1       | 0       |
| 23             | Батболдын Тугсбилэг                 | Эрчим                   | 03.07.1990    | 24      | 4       | 0       |
| Нападающие     |                                     |                         |               |         |         |         |
| 9              | Ганбаатарын Тугсбаяр                | Сэлэнгэ Пресс           | 13.05.1985    | 29      | 25      | 3       |
| 11             | Ням-Осорын Наранболд                | Хоромхон                | 22.02.1992    | 23      | 3       | 0       |
| 16             | Алтансухийн Цолмон                  | Эрчим                   | 29.04.1994    | 20      | 2       | 0       |
| 17             | Соёл-Эрдэнийн Гал-Эрдэнэ            | Эрчим                   | 16.03.1996    | 19      | 4       | 0       |
| Главный тренер |                                     |                         |               |         |         |         |
| Флаг Германии  | Ханс Михаэль Вайсс                  | Ханс Михаэль Вайсс      |               |         |         |         |

## Главные тренеры
| Период     | Главный тренер             |
| ---------- | -------------------------- |
| 1955—1960  | Павел Севастьянов          |
| 1961—1992  | Нет точных данных          |
| 1993—1998  | Лхамсуренгийн Дорджсурен   |
| 1999—2000  | Лувсандорджийн Сандагдордж |
| 2000—2011  | Ишдорджийн Отгонбаяр       |
| 2011—2014  | Сандагдорджийн Эрдэнэбат   |
| 2014—2015  | Воислав Бралушич           |
| 2015—2016  | Санджмытавийн Пурэвсух     |
| 2016       | Зоригт Баттулга            |
| 2016—2017  | Тосиаки Имаи               |
| 2017—2020  | Михаэль Вайсс              |
| 2020       | Воислав Бралушич (и.о.)    |
| 2020—2021  | Растислав Божик            |
| 2021       | Сюити Масэ                 |
| 2022—н. в. | Итиро Оцука                |